# Marietta Blau
Marietta Blau (Viena, 29 d'abril de 1894 – íd., 27 de gener de 1970) va ser una física austríaca, nascuda en una família jueva vienesa.
Després d'obtenir el certificat general d'educació de l'institut per a noies de l'Associació per l'Educació Estesa de Dones, va estudiar física i matemàtiques a la Universitat de Viena de 1914 a 1918; es va doctorar el març de 1919 amb la seva tesi sobre l'absorció de raigs gamma divergents. Blau es reconeguda pel desenvolupament (fotogràfic) d'emulsions nuclears a partir de les quals s'obtenien imatges que permetien mesurar de forma exacta els esdeveniments de partícules nuclears d'alta energia. A més, això va establir un mètode per estudiar de forma exacta reaccions causades per esdeveniments de raigs còsmics. Les seves emulsions nuclears van representar en el seu temps un avanç molt significatiu del camp de física de partícules. Per la seva feina va ser nominada pel premi Nobel en Física de 1950 per Erwin Schrödinger.

## Pre-Segona Guerra mundial
Entre 1919 i 1923, Blau va ocupar diversos càrrecs en la indústria i en institucions universitàries de recerca, tant a Àustria com a Alemanya, entre els quals com a ajudant a l'Institut de Fonaments Físics de Medicina de la Universitat de Frankfurt del Main. A partir de 1923 va treballar com a científica, sense sou, a l'Institut de Física de la Universitat de Viena i a l'Institut für Radiumforschung (Institut d'Investigació del Radi) de l'Acadèmia Austríaca de Ciències, a Viena. Un ajut de l'Associació austríaca de Dones Universitàries va fer possible que pogués investigar també a Göttingen i a París, a l'Institut Curie (1932/1933).
En els seus anys de Viena, l'interès principal de Blau era el desenvolupament del mètode fotogràfic de detecció de les partícules. Els objectius metòdics que va perseguir eren la identificació de partícules, en particular partícules-alfa i protons, i la determinació de la seva energia basada en les característiques de les traces que van deixant en emulsions. Per aquesta feina, Blau i la seva primera estudiant, Hertha Wambacher, van rebre, el 1937, el Premi Ignaz L. Lieben de l'Acadèmia austríaca de Ciències. Va ser el seu èxit més gran quan, també el 1937, ella i Wambacher van descobrir «les estrelles de desintegració» en plaques fotogràfiques que havien estat exposades a radiació còsmica a una altitud de 2,300 metres per sobre el nivell del mar. Aquestes estrelles són els patrons de traces de partícules procedents de reaccions nuclears (espal·lació) de raigs còsmics amb nuclis de l'emulsió fotogràfica.

## Exili
A causa dels seus orígens jueus, Blau va haver de marxar d'Àustria el 1938, un fet que va causar una severa interrupció de la seva carrera científica. Primer va anar a Oslo. Llavors, gràcies a l'intervenció d'Albert Einstein, va obtenir una plaça com a docent a l'Institut Politècnic de Ciutat de Mèxic. Però com que les condicions a Mèxic eren extremadament difícils per fer recerca, tan bon punt va tenir l'oportunitat es va traslladar als Estats Units, era el 1944 i treballà a la Canadian Radium and Uranium Corporation (CRUC) a Nova York.

## Després de la guerra
Als Estats Units, Blau va treballar a la indústria fins al 1948, a la Comissió d'Energia Atòmica del Brookhaven National Laboratory; després, fins al 1960, amb una plaça d'investigadora a la Universitat de Colúmbia i com a professora associada a la Universitat de Miami. En aquestes institucions, va ser la responsable de l'aplicació del mètode fotogràfic de detecció de partícules en experiments d'alta energia als acceleradors de partícules. Fins i tot va ser nominada dues vegades al Premi Nobel per Erwin Schrödinger.

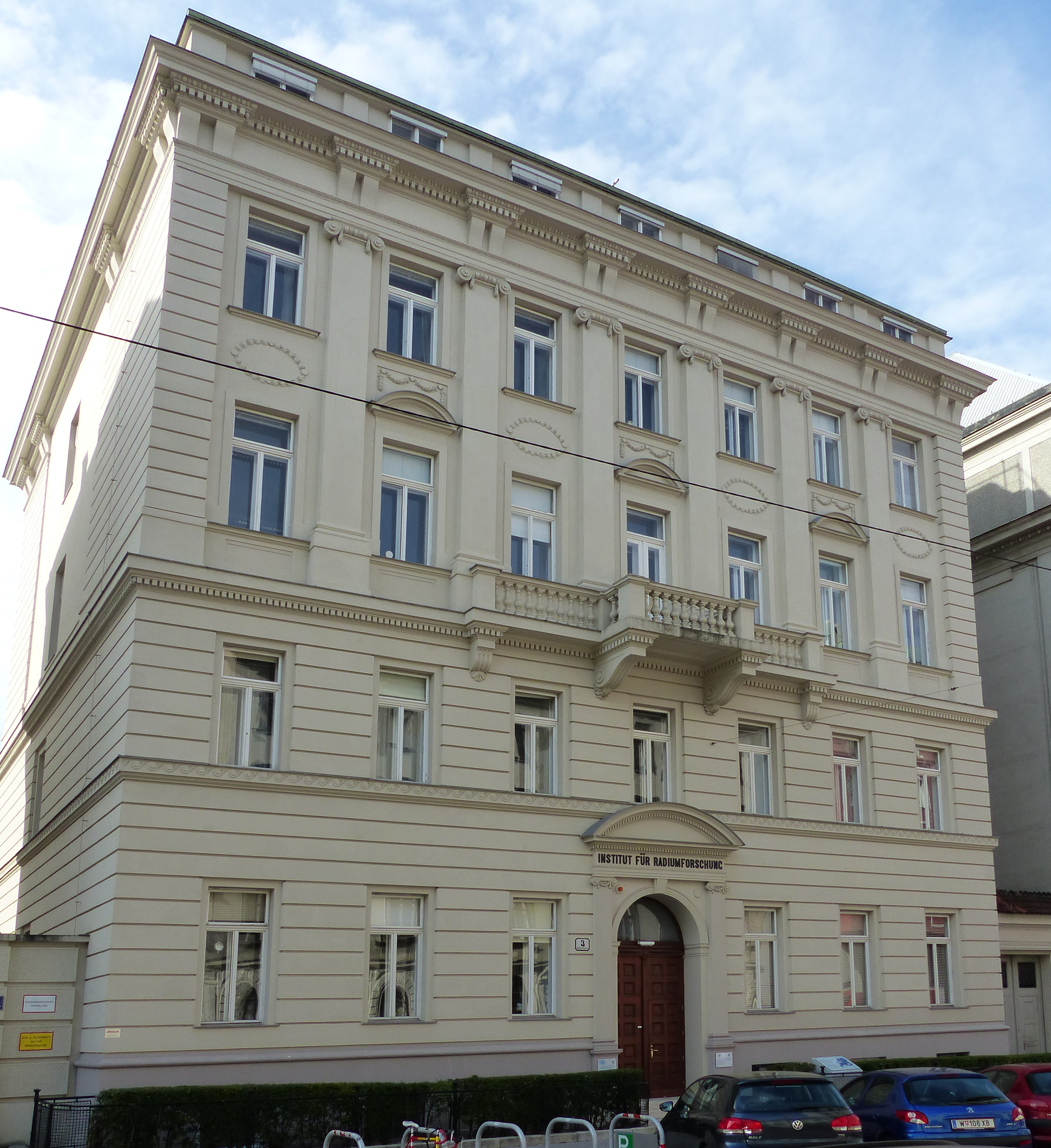
LInstitut für Radiumforschung, a Viena, on treballà Blau

El 1960, Blau va retornar a Àustria i va dur a terme treball científic a l'Institut d'Investigació del Radi fins al 1964 —un altre cop sense paga. Va encapçalar un grup de treball que analitzava les traces fotogràfiques de les partícules procedents dels experiments l CERN i va supervisar una dissertació en aquest camp. El 1962, va rebre el Premi Erwin Schrödinger de l'Acadèmia Austríaca de Ciències, però la sol·licitud de Karl Przibram de fer-la també membre corresponent de l'Acadèmia no va tenir èxit.

## Mort
El 1970 Marietta Blau va morir de càncer a Viena. La seva malaltia podia ser deguda a la manipulació sense protecció de substàncies radioactives així com el seu habit de fumadora durant molts anys. No va aparèixer cap necrològica en cap publicació científica.

## Reconeixement i memòria

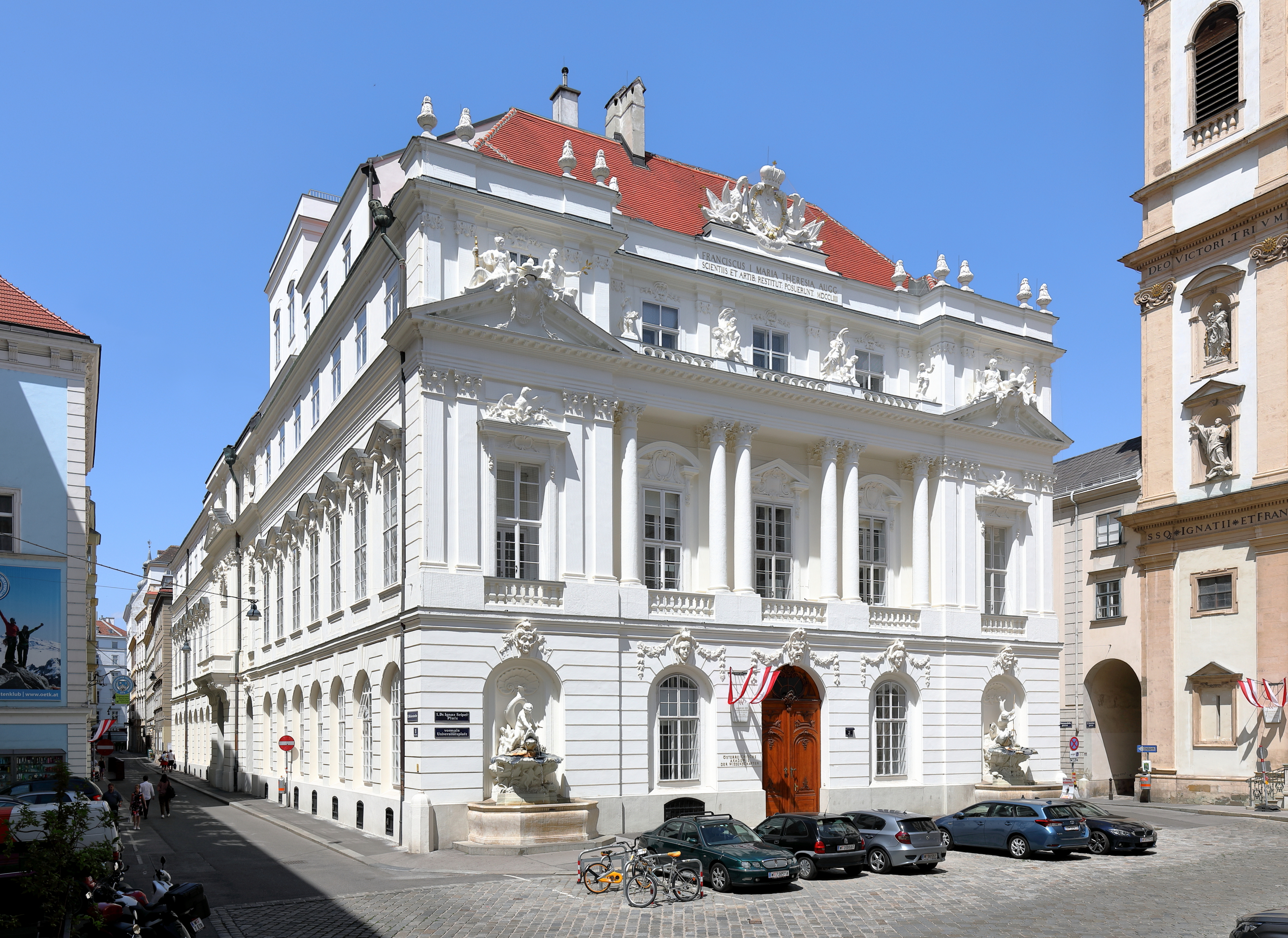
L'l'Acadèmia Austríaca de Ciències, a Viena

El 1950, Cecil Powell va rebre el premi Nobel pel desenvolupament del mètode fotogràfic per la detecció de partícules i la descoberta del pió fent ús d'aquest mètode descobert per Marietta Blau, un Premi Nobel que hauria d'haver estat compartit amb ella per la seva decisiva contribució al desenvolupament del mètode.
El 1962 va rebre el Premi Erwin Schrödinger de l'Acadèmia Austríaca de Ciències.
L'any 1967 Marietta Blau va rebre el Premi Ciutat de Viena de Ciències Naturals.

Una sala de la Universitat de Viena i del laboratori SUBATECH, a Nantes, porten el seu nom.
Una placa commemorativa instal·lada al 2004 recorda el pas de Marietta Blau per l'escola secundària on va estudiar.
A Àustria existeix la beca Marietta Blau, que es concedeix a estudiants de doctorat per continuar la seva investigació en un altre país durant un període de sis mesos.

## Altes publicacions
- Robert Rosner & Brigitte Strohmaier (eds.): Marietta Blau – Sterne der Zertrümmerung. Biographie einer Wegbereiterin der modernen Teilchenphysik. Böhlau, Vienna 2003, ISBN 3-205-77088-9 (en alemany)
- Brigitte Strohmaier & Robert Rosner: Marietta Blau – Stars of Disintegration. Biography of a pioneer of particle physics. Ariadne, Riverside, California 2006, ISBN 978-1-57241-147-0
- Leopold Halpern & Maurice Shapiro: "Marietta Blau" in Out of the Shadows: Contributions of Twentieth-Century Women to Physics, Nina Byers and Gary Williams, ed., Cambridge University Press 2006 ISBN 978-0-521-82197-1.